# Saint-Pardoux-du-Breuil
Saint-Pardoux-du-Breuil är en kommun i departementet Lot-et-Garonne i regionen Nouvelle-Aquitaine i sydvästra Frankrike. Kommunen ligger i kantonen Marmande-Est som tillhör arrondissementet Marmande. År 2022 hade Saint-Pardoux-du-Breuil 618 invånare.

## Befolkningsutveckling
Antalet invånare i kommunen Saint-Pardoux-du-Breuil
| Referens: INSEE |